# Anna Ribbing
Anna Ribbing född 1964, är en svensk författare, producent och kulturvetare som skriver barnböcker.

## Priser och utmärkelser
- Carl von Linné-plaketten 2005 för Bananflugor och kramsnö: Hur ser orden ut?